# 伊作宗久
伊作 宗久（いざく むねひさ）は、鎌倉時代末期から南北朝時代にかけての武将。薩摩国島津氏の分家・伊作氏2代当主。

## 略歴
文保元年（1317年）、父・伊作久長より家督を譲り受ける。当時、元寇による出費に苦しんでいた御家人達は先祖伝来の土地を売却し、商人などから借金をして生計を立てていた。宗久は幕府の許可を得て御家人と商人間の仲裁を行っていた。
正慶2/元弘3年（1333年）、後醍醐天皇が幕府に叛旗を翻し各地の豪族に決起を促すと、島津宗家5代当主・島津貞久は倒幕軍に加わる。宗久は貞久と共に参陣。九州探題の北条英時を襲撃、勝利を収める。翌年、建武の新政が始まるが、宗久は恩賞を与えられなかった。そのため天皇に奏上し、所領を加増されている。
建武2年（1335年）、後醍醐天皇と足利尊氏の間に紛争が勃発。貞久が尊氏方に属すと、宗久もこれに従う。翌年南朝方に敗れ尊氏が九州に落ち延びてくると、島津一族は薩摩・大隅の南朝勢力の討伐を命じられ、宗久は貞久指揮の下軍功をあげる。尊氏が京都へ侵攻すると一族と共に従軍、京都を奪還した。
延元2/建武4年（1337年）、在京の宗久は国許の父・久長が南朝方の攻撃を受けたことを聞き、貞久を通じて尊氏に帰国を願い出る。尊氏の許可を得て貞久の庶長子・川上頼久と共に帰国。薩摩南部の南朝勢力討伐を命じられる。暦応3/興国元年（1340年）、貞久が帰国し南朝方の伊集院忠国の攻勢により占領された地域を奪還していくと、宗久もこれに参加する。康永元/興国3年（1342年）、懐良親王が征西将軍宮として薩摩谷山に到着すると、幕府は宗久に出陣を要請する。貞和2/正平元年（1346年）、伊集院忠国が伊作に侵攻すると、宗久は敗北し居城にて篭城している。
貞和5/正平3年（1349年）、幕府内で内訌が起こり、尊氏の弟・直義が追放されると、直義の養子で尊氏の庶長子・直冬は身の危険を感じ九州へ潜伏。翌年幕府は宗久に直冬捕縛の命を発す。しかし幕府内の事態が一変し直義が復帰、直冬が九州探題に就任したため討伐は中止される。幕府内の混乱を収めるため尊氏・義詮親子が南朝方に降伏すると、貞久・宗久ともに南朝に帰属、直冬を攻撃した。その後尊氏が再び南朝に背くとこれに従い、終始幕府と行動を共にする。
文和3/正平8年（1354年）、長子・親忠に家督を譲り隠居し、ほどなく死去。